# Temporada 1990-91 de los San Antonio Spurs
La temporada 1990-91 fue la decimoquinta de los San Antonio Spurs en la NBA, tras la fusión de la liga con la ABA, donde había jugado nueve temporadas, seis en Dallas y tres en San Antonio. La temporada regular acabó con 55 victorias y 27 derrotas, ocupando el segundo puesto de la conferencia Oeste, clasificándose para los playoffs, en los que cayeron en primera ronda ante Golden State Warriors.

## Elecciones en elDraft
| Ronda | Puesto | Jugador           | Posición  | Nacionalidad   | Universidad |
| ----- | ------ | ----------------- | --------- | -------------- | ----------- |
| 1     | 24     | Dwayne Schintzius | Pívot     | Estados Unidos | Florida     |
| 2     | 43     | Tony Massenburg   | Ala-Pívot | Estados Unidos | Maryland    |
| 2     | 54     | Sean Higgins      | Escolta   | Estados Unidos | Michigan    |

## Temporada regular
| División Medio Oeste   | División Medio Oeste | División Medio Oeste | División Medio Oeste | División Medio Oeste | División Medio Oeste | División Medio Oeste | División Medio Oeste | División Medio Oeste |
| Equipo                 | G                    | P                    | %                    | PD                   | Casa                 | Fuera                | Div                  |                      |
| ---------------------- | -------------------- | -------------------- | -------------------- | -------------------- | -------------------- | -------------------- | -------------------- | -------------------- |
| y-San Antonio Spurs    | 55                   | 27                   | .671                 | —                    | 33–8                 | 22–19                | 20–8                 |                      |
| x-Utah Jazz            | 54                   | 28                   | .659                 | 1                    | 36–5                 | 18–23                | 21-7                 |                      |
| x-Houston Rockets      | 52                   | 30                   | .634                 | 3                    | 31-10                | 21–20                | 20-8                 |                      |
| Orlando Magic          | 31                   | 51                   | .378                 | 24                   | 24-17                | 7–34                 | 13–15                |                      |
| Minnesota Timberwolves | 29                   | 53                   | .354                 | 26                   | 21-20                | 8-33                 | 9-19                 |                      |
| Dallas Mavericks       | 28                   | 54                   | .341                 | 27                   | 20-21                | 8–33                 | 7-21                 |                      |
| Denver Nuggets         | 20                   | 62                   | .244                 | 35                   | 17-24                | 3-38                 | 8–20                 |                      |

## Playoffs

### Primera ronda
San Antonio Spurs vs. Golden State Warriors 
| Fecha       | Partido                                          | Ciudad      |
| ----------- | ------------------------------------------------ | ----------- |
| 25 de abril | San Antonio Spurs 130, Golden State Warriors 121 | San Antonio |
| 27 de abril | San Antonio Spurs 98, Golden State Warriors 111  | San Antonio |
| 1 de mayo   | Golden State Warriors 109, San Antonio Spurs 106 | Oakland     |
| 3 de mayo   | Golden State Warriors 110, San Antonio Spurs 97  | Oakland     |
|             | Golden State Warriors gana las series 3-1        |             |

## Estadísticas

### Temporada regular
| Rk | Jugador           | Edad | P  | PT | MP   | TC  | TCI  | %TC  | T3  | T3I | %T3  | TL  | TLI | %TL  | RO  | RD  | RT   | AS  | RB  | TAP | BP  | FP  | PTS  |
| -- | ----------------- | ---- | -- | -- | ---- | --- | ---- | ---- | --- | --- | ---- | --- | --- | ---- | --- | --- | ---- | --- | --- | --- | --- | --- | ---- |
| 1  | David Robinson    | 25   | 82 | 81 | 37.7 | 9.2 | 16.7 | .552 | 0.0 | 0.1 | .143 | 7.2 | 9.5 | .762 | 4.1 | 8.9 | 13.0 | 2.5 | 1.5 | 3.9 | 3.3 | 3.2 | 25.6 |
| 2  | Sean Elliott      | 22   | 82 | 82 | 37.1 | 5.8 | 11.9 | .490 | 0.2 | 0.8 | .313 | 4.0 | 4.9 | .808 | 1.7 | 3.8 | 5.6  | 2.9 | 0.8 | 0.4 | 1.8 | 2.3 | 15.9 |
| 3  | Rod Strickland    | 24   | 58 | 56 | 35.8 | 5.4 | 11.2 | .482 | 0.2 | 0.6 | .333 | 2.8 | 3.6 | .763 | 1.0 | 2.8 | 3.8  | 8.0 | 2.0 | 0.2 | 2.7 | 2.2 | 13.8 |
| 4  | Willie Anderson   | 24   | 75 | 75 | 34.6 | 6.0 | 13.2 | .457 | 0.1 | 0.5 | .200 | 2.3 | 2.8 | .798 | 0.9 | 3.8 | 4.7  | 4.8 | 1.1 | 0.6 | 2.2 | 3.0 | 14.4 |
| 5  | Terry Cummings    | 29   | 67 | 62 | 32.8 | 7.5 | 15.5 | .484 | 0.1 | 0.5 | .212 | 2.4 | 3.6 | .683 | 2.9 | 4.9 | 7.8  | 2.3 | 0.9 | 0.4 | 2.0 | 3.4 | 17.6 |
| 6  | Paul Pressey      | 32   | 70 | 18 | 24.0 | 2.9 | 6.1  | .472 | 0.2 | 0.8 | .281 | 1.6 | 1.9 | .827 | 0.7 | 1.8 | 2.5  | 3.9 | 0.9 | 0.5 | 1.9 | 2.5 | 7.5  |
| 7  | David Wingate     | 27   | 25 | 0  | 22.5 | 2.1 | 5.5  | .384 | 0.0 | 0.4 | .111 | 1.2 | 1.6 | .707 | 1.0 | 2.0 | 3.0  | 1.8 | 0.8 | 0.2 | 1.7 | 2.6 | 5.4  |
| 8  | Sidney Green      | 30   | 66 | 7  | 16.7 | 2.7 | 5.8  | .461 | 0.0 | 0.0 | .000 | 1.3 | 1.6 | .848 | 1.5 | 3.3 | 4.7  | 0.8 | 0.5 | 0.2 | 1.3 | 2.6 | 6.7  |
| 9  | Dave Greenwood    | 33   | 63 | 11 | 16.2 | 1.3 | 2.7  | .503 | 0.0 | 0.0 | .000 | 1.1 | 1.5 | .734 | 1.0 | 2.5 | 3.5  | 0.8 | 0.5 | 0.4 | 1.1 | 2.7 | 3.8  |
| 10 | Reggie Williams   | 26   | 22 | 0  | 16.1 | 2.8 | 5.8  | .480 | 0.6 | 1.2 | .538 | 1.6 | 1.9 | .854 | 0.8 | 1.9 | 2.7  | 2.1 | 0.9 | 0.5 | 1.6 | 2.9 | 7.8  |
| 11 | Avery Johnson     | 25   | 47 | 10 | 15.8 | 2.1 | 4.4  | .483 | 0.0 | 0.1 | .200 | 0.8 | 1.2 | .691 | 0.3 | 0.9 | 1.2  | 3.3 | 0.7 | 0.0 | 1.0 | 0.9 | 5.1  |
| 12 | Byron Dinkins     | 23   | 10 | 0  | 14.4 | 1.3 | 3.3  | .394 | 0.0 | 0.0 |      | 0.8 | 0.9 | .889 | 0.0 | 1.1 | 1.1  | 1.9 | 0.2 | 0.0 | 1.3 | 1.2 | 3.4  |
| 13 | Clifford Lett     | 25   | 7  | 0  | 14.1 | 2.0 | 4.1  | .483 | 0.0 | 0.1 | .000 | 0.9 | 1.3 | .667 | 0.1 | 0.9 | 1.0  | 1.0 | 0.3 | 0.1 | 1.1 | 1.3 | 4.9  |
| 14 | Pete Myers        | 27   | 8  | 1  | 12.9 | 1.3 | 2.9  | .435 | 0.0 | 0.1 | .000 | 1.1 | 1.4 | .818 | 0.3 | 2.0 | 2.3  | 1.8 | 0.4 | 0.4 | 1.8 | 1.8 | 3.6  |
| 15 | Dwayne Schintzius | 22   | 42 | 7  | 9.5  | 1.6 | 3.7  | .439 | 0.0 | 0.0 | .000 | 0.5 | 1.0 | .550 | 0.7 | 2.2 | 2.9  | 0.4 | 0.0 | 0.7 | 0.8 | 1.5 | 3.8  |
| 16 | Sean Higgins      | 22   | 50 | 0  | 9.3  | 1.9 | 4.2  | .458 | 0.1 | 0.4 | .158 | 0.6 | 0.7 | .848 | 0.4 | 0.9 | 1.3  | 0.7 | 0.2 | 0.0 | 1.0 | 1.1 | 4.5  |
| 17 | Tony Massenburg   | 23   | 35 | 0  | 4.6  | 0.8 | 1.7  | .450 | 0.0 | 0.0 |      | 0.8 | 1.3 | .622 | 0.7 | 1.0 | 1.7  | 0.1 | 0.1 | 0.3 | 0.4 | 0.7 | 2.3  |

### Playoffs
| Rk | Jugador         | Edad | P | PT | MP   | TC  | TCI  | %TC   | T3  | T3I | %T3  | TL  | TLI | %TL   | RO  | RD   | RT   | AS  | RB  | TAP | BP  | FP  | PTS  |
| -- | --------------- | ---- | - | -- | ---- | --- | ---- | ----- | --- | --- | ---- | --- | --- | ----- | --- | ---- | ---- | --- | --- | --- | --- | --- | ---- |
| 1  | Rod Strickland  | 24   | 4 | 4  | 42.0 | 7.3 | 16.8 | .433  | 0.0 | 1.5 | .000 | 4.3 | 5.3 | .810  | 1.3 | 4.0  | 5.3  | 8.8 | 2.3 | 0.0 | 3.3 | 3.5 | 18.8 |
| 2  | David Robinson  | 25   | 4 | 4  | 41.5 | 8.8 | 12.8 | .686  | 0.0 | 0.3 | .000 | 8.3 | 9.5 | .868  | 2.8 | 10.8 | 13.5 | 2.0 | 1.5 | 3.8 | 3.8 | 2.8 | 25.8 |
| 3  | Willie Anderson | 24   | 4 | 4  | 39.8 | 8.3 | 17.0 | .485  | 0.5 | 2.5 | .200 | 2.0 | 3.3 | .615  | 0.5 | 4.3  | 4.8  | 4.8 | 1.5 | 0.5 | 3.3 | 4.0 | 19.0 |
| 4  | Sean Elliott    | 22   | 4 | 4  | 33.0 | 4.3 | 10.0 | .425  | 0.0 | 0.8 | .000 | 6.3 | 8.0 | .781  | 2.0 | 3.5  | 5.5  | 4.0 | 1.0 | 0.3 | 2.3 | 2.3 | 14.8 |
| 5  | Terry Cummings  | 29   | 4 | 4  | 31.0 | 6.3 | 12.3 | .510  | 0.0 | 0.3 | .000 | 2.3 | 4.5 | .500  | 3.5 | 5.8  | 9.3  | 1.0 | 0.8 | 0.5 | 2.3 | 3.3 | 14.8 |
| 6  | Paul Pressey    | 32   | 4 | 0  | 31.0 | 3.3 | 8.0  | .406  | 0.3 | 1.0 | .250 | 1.5 | 2.3 | .667  | 1.3 | 1.5  | 2.8  | 4.0 | 2.0 | 0.8 | 1.5 | 3.8 | 8.3  |
| 7  | David Wingate   | 27   | 3 | 0  | 12.7 | 2.0 | 4.0  | .500  | 0.0 | 0.0 |      | 0.7 | 1.0 | .667  | 0.3 | 0.7  | 1.0  | 0.3 | 0.3 | 0.0 | 0.3 | 2.7 | 4.7  |
| 8  | Avery Johnson   | 25   | 3 | 0  | 6.3  | 0.0 | 1.7  | .000  | 0.0 | 0.3 | .000 | 0.7 | 0.7 | 1.000 | 0.0 | 0.0  | 0.0  | 1.3 | 0.3 | 0.0 | 0.0 | 1.0 | 0.7  |
| 9  | Dave Greenwood  | 33   | 1 | 0  | 5.0  | 1.0 | 1.0  | 1.000 | 0.0 | 0.0 |      | 0.0 | 0.0 |       | 1.0 | 1.0  | 2.0  | 2.0 | 0.0 | 0.0 | 1.0 | 0.0 | 2.0  |
| 10 | Sean Higgins    | 22   | 3 | 0  | 4.3  | 0.0 | 0.7  | .000  | 0.0 | 0.0 |      | 0.0 | 0.0 |       | 0.0 | 0.0  | 0.0  | 0.3 | 0.0 | 0.0 | 0.0 | 0.3 | 0.0  |
| 11 | Sidney Green    | 30   | 3 | 0  | 3.7  | 1.0 | 2.0  | .500  | 0.0 | 0.0 |      | 0.7 | 0.7 | 1.000 | 0.3 | 1.0  | 1.3  | 0.0 | 0.0 | 0.0 | 0.3 | 1.0 | 2.7  |
| 12 | Tony Massenburg | 23   | 1 | 0  | 1.0  | 0.0 | 0.0  |       | 0.0 | 0.0 |      | 0.0 | 0.0 |       | 0.0 | 0.0  | 0.0  | 0.0 | 0.0 | 0.0 | 0.0 | 0.0 | 0.0  |

## Galardones y récords
| Jugador        | Galardón                                                             |
| David Robinson | Mejor quinteto de la NBA Mejor quinteto defensivo de la NBA All-Star |